# Hadleigh, Essex
Hadleigh är en ort i unparished area Benfleet, i distriktet Castle Point, Storbritannien. Den ligger i grevskapet Essex och riksdelen England, i den sydöstra delen av landet, 50 km öster om huvudstaden London. Hadleigh ligger 74 meter över havet och antalet invånare är 18 300. Hadleigh var en civil parish fram till 1974. Civil parish hade 5 209 invånare år 1951.
Terrängen runt Hadleigh är platt. Havet är nära Hadleigh åt sydost. Runt Hadleigh är det mycket tätbefolkat, med 1 754 invånare per kvadratkilometer. Närmaste större samhälle är Southend-on-Sea, 7,4 km öster om Hadleigh. Runt Hadleigh är det i huvudsak tätbebyggt.